# قله بایکال
قله بایکال (انگلیسی: Pik Baikal) یک قله در استان بوریاتیای کشور روسیه است.